# Novorajčichinsk
Novorajčichinsk (anche traslitterata come Novorajčihinsk) è una cittadina della Russia estremo-orientale, situata nella oblast' dell'Amur.
Sorge nella parte meridionale della oblast', circa 200 chilometri in linea d'aria a sudest di Blagoveščensk.